# Gröpelingen
Gröpelingen, Bremen-Gröpelingen (dolnoniem. Gröpeln) — dzielnica miasta Brema w Niemczech, w okręgu administracyjnym West, w kraju związkowym Brema. 
Dzielnica leży ok. pięć kilometrów od centrum miasta, na prawym brzegu Wezery.